# Parenthèses (Anne Sylvestre)
Pour les articles homonymes, voir Parenthèse (homonymie).
Albums de Anne Sylvestre
Bye mélanco
(2007) Juste une femme
(2013)
Parenthèses est une compilation d'Anne Sylvestre paru chez EPM en 2011.

## Historique
Pour cette compilation, « récent album en forme de promenade piano-voix dans les coins et recoins de ce répertoire si vaste », Anne Sylvestre choisit « dans son immense répertoire » une sélection de chansons moins connues, à l'écart de ses succès. Elle les réinterprète « en version « piano-voix » ».
Anne Sylvestre est revenue sur l'idée de cette compilation :

« J’ai choisi des textes sensibles, j’ai voulu faire un disque un peu doux avec des morceaux que j’avais envie de reprendre et dont je pensais que les gens seraient ravis de les entendre, peut-être. […] Ce sont des chansons qui, dans mon répertoire, ne sont pas forcément les plus fortes, ni les plus remarquées ou les plus importantes. Elles sont de petites choses entre les mailles. J’ai eu envie de les chanter parce qu’elles allaient les unes avec les autres. Je n’avais jamais revisité certaines d’entre elles. C’est une sorte de récréation que je me suis permise. »

L'album contient à l'avance deux chansons qui paraîtront deux après dans son prochain album Juste une femme : 

« J’ai composé ces deux-là dans les mois qui ont précédé l’enregistrement du disque. Elles seront sur le prochain album, mais ont pris vie en piano-voix puisque je les ai données à arranger à mon orchestrateur, Jérôme Charles. »

## Titres
Toutes les chansons sont écrites et composées par Anne Sylvestre.
| No  | Titre                                                                 | Durée      |
| --- | --------------------------------------------------------------------- | ---------- |
| 1.  | Me voici donc (1963, de l'album Vous aviez, ma belle)                 | 2 min 42 s |
| 2.  | Clémence en vacances (1977, de l'album Comment je m'appelle)          | 3 min 45 s |
| 3.  | L'Habitant du château (de l'album à venir en 2013 Juste une femme)    | 3 min 31 s |
| 4.  | Le Lac Saint-Sébastien (2000, de l'album Partage des eaux)            | 4 min 14 s |
| 5.  | Xavier (1981, de l'album Dans la vie en vrai)                         | 2 min 19 s |
| 6.  | L'Éternelle Histoire (1975, de l'album Une sorcière comme les autres) | 2 min 55 s |
| 7.  | Tout s'mélange (1994, de l'album D'amour et de mots)                  | 2 min 53 s |
| 8.  | J'attends (1998, de l'album Les Arbres verts)                         | 3 min 09 s |
| 9.  | Petit Velours (2000, de l'album Partage des eaux)                     | 3 min 02 s |
| 10. | Que vous êtes beaux (1986, de l'album Tant de choses à vous dire)     | 2 min 07 s |
| 11. | Moire et Satin (1962, de l'album La Femme du vent)                    | 1 min 49 s |
| 12. | Il s'appelait Richard (1968, de l'album Mousse)                       | 3 min 04 s |
| 13. | Malentendu (de l'album à venir en 2013 Juste une femme)               | 3 min 10 s |
| 14. | Aveu (1969, de l'album Aveu)                                          | 2 min 41 s |
| 15. | Famille pour famille (1971, de l'album Abel, Caïn, mon fils)          | 2 min 38 s |
| 16. | Au bord des larmes (1994, de l'album D'amour et de mots)              | 2 min 40 s |
| 17. | C'est chouette (2000, de l'album Les Chemins du vent)                 | 2 min 28 s |
| 18. | La Rose de décembre (1969, de l'album Aveu)                           | 2 min 32 s |
| 19. | Cul et Chemise (2000, de l'album Partage des eaux)                    | 2 min 17 s |

## Musiciens
- Piano : Philippe Davenet
- Arrangements : François Rauber et Jérôme Charles
- Direction musicale : Jérôme Charles

## Production
- Production : Anne Sylvestre, EPM Musique
- Prise de son et mixage : Thierry Alazard (studio Ferber, Paris)
- Distribution : Universal
- Photos : Anne-Marie Panigada
- Artwork : Stéphanie Lheureux

## Réception
Critique de Télérama : 

« En soi, c'est toujours périlleux. En l'occurrence, c'est un délice, une douce et belle parenthèse qui nous extrait du fracas du monde et qui, pourtant, parvient à nous le faire entendre. Ses chansons hument l'air du temps et le changent en exhalaisons poétiques, qu'Anne Sylvestre nous conte les aventures d'un Xavier défiant les bonnes mœurs ou qu'elle célèbre la beauté menacée du Lac Saint-Sébastien, dans une ode écologiste d'avant-garde... Tout, ici, est un régal. »

Critique de La Croix : 

« Le reste du disque possède la forme d’une promenade légère au cœur de son répertoire, suggérant un album proustien plutôt que balzacien (mais elle a tant dépeint ailleurs la comédie humaine !), à la recherche des airs enfouis. Pas les chansons étendards. Plutôt les pièces discrètes, joliment écrites, qui font œuvre et ont droit à une nouvelle vie. »